# Yolanda de la Torre Valdez
Yolanda de la Torre Valdez (Tepetongo, Zacatecas; 6 de abril de 1964) es una política mexicana, miembro del Partido Revolucionario Institucional. Ha sido diputada al Congreso de Durango, Senadora y en tres ocasiones diputada federal. Desde el 28 de septiembre de 2022 es Presidenta del Poder Judicial del Estado de Durango.

## Biografía
Yolanda de la Torre Valdez es licenciada en Derecho, maestra en Derecho Electoral y doctora en Derecho por la Universidad Juárez del Estado de Durango; tiene además estudios de diplomados en Estudios de Género, Política Pública y Gobierno Local en Materia de Asistencia Social, Políticas Públicas, Actualización en Derecho Civil, y en Formación de Mediadores. Ha sido presidenta y secretaria general del PRI en Durango.
De 1992 a 1995 fue directora del Centro de Capacitación para Discapacitados del DIF de Durango, y de 1995 a 2000 fue promotora estatal de integración social del discapacitado en el mismo estado; de 1994 a 1997 fue diputada federal suplente a la LVI Legislatura, sin haber llegado a tomar protesta.
De 2001 a 2004 fue diputada a la LXII Legislatura del Congreso del Estado de Durango, en la que fue presidenta de las comisiones de Salud; y,  de Atención a Grupos Vulnerables; así como vocal de las comisiones de Derechos Humanos; de Justicia; y, de Desarrollo Rural; y de 2007 a 2009 fue regidora al ayuntamiento del municipio de Durango.
Dejó el cargo anterior al ser electa por primera ocasión diputada federal por la vía plurinominal a la LXI Legislatura de 2009 a 2012 y en la que fue presidenta de la comisión de Atención a Grupos Vulnerables; e integrante de las comisiones de Salud; y Especial para la Niñez. Al término, de 2013 a 2015 fue delegada de la Secretaría de Desarrollo Agrario, Territorial y Urbano en el estado de Durango.
Por segunda ocasión fue electa diputada federal plurinominal, en esta ocasión a la LXIII Legislatura de 2015 a 2018, y en que la fue secretaria de las comisiones de Derechos Humanos; y, de Atención a Grupos Vulnerables; así como integrante de la comisión de Seguridad Social. Sin embargo, también había sido electa senadora suplente en segunda fórmula por su estado desde 2012; por lo que cuando la propietaria, Leticia Herrera Ale, solicitó licencia a la senaduría para ser candidata del PRI a presidenta municipal de Gómez Palacio, Yolanda De la Torre a su vez se separó de la diputación y asumió la senadurìa a partir del 2 de febrero de 2016 y permaneció en dicho cargo hasta el fin de su legislatura, el 31 de agosto de 2018. Durante este periodo, fue diputada a la Asamblea Constituyente de la Ciudad de México, por designación del Senado.
De 2019 a 2021 fue magistrada al Supremo Tribunal de Justicia de Durango, y dejó dicho cargo para ser por tercer ocasión diputada federal plurinominal, en esta ocasión a la LXV Legislatura que concluirá en 2024 y en que la ocupa los cargos de secretaria de la comisión de Justicia; e integrante de la comisión de Atención a Grupos Vulnerables; y de Derechos de la Niñez y Adolescencia.